# 日本食品化工
日本食品化工株式会社（にほんしょくひんかこう、英: Nihon Shokuhin Kako Co., Ltd.）は、東京都千代田区に本社を置く、日本の食品メーカー。

## 概要
事業の中核は、食品用デンプンおよび工業用デンプンや、異性化液糖等の製造などである。日本国内のコーンスターチ製造企業としては、日本コーンスターチ 及び 加藤化学とともに大手3社のうちの一つで、その中で唯一の上場会社（東京証券取引所スタンダード上場）である。三菱商事系列であり、従前より筆頭株主として30.63%の出資を受けていたが、2007年（平成19年）6月に株式公開買付けにより三菱商事が親会社となる。主な取引先は、三菱商事、キリンビール、日本コカ・コーラ など。
社名の公式の略称は「日食」であり、「日食コーンスターチ」など製品名にもそれが付加されている。新聞記事等では「日食品」「日食化工」などと略されることがある。会社名の「化工」を「加工」と誤記されることがしばしばある。英字略称は、Nihon Shokuhin Kakoから「NSK」。

## 主な製品
- コーンスターチ（とうもろこし澱粉）
  - 食品用
  - 工業用
- 異性化液糖
- 副産物
  - コーングルテンミール
  - コーンスティープリカー
  - コーングルテンフィード
  - コーンオイル（サラダ油）
  - コーンジャーム

## 沿革
- 1948年（昭和23年）7月 - 日本穀産化工株式会社（資本金1千万円）を設立し、本社を東京都千代田区に置く
- 1949年（昭和24年）5月 - 社名を日本食品化工株式会社と改称
- 1950年（昭和25年）3月 - 半田工場（愛知県半田市）の操業を開始
- 1951年（昭和26年）1月 - 名古屋支店（現 名古屋営業所）を開設
- 1952年（昭和27年）6月 - 大阪支店（現 大阪営業所）を開設
- 1961年（昭和36年）
  - 7月 - 三菱商事株式会社と販売総代理店契約を締結
  - 10月 - 東京証券取引所市場第二部、名古屋証券取引所市場第二部に株式を上場
- 1965年（昭和40年）3月 - 静岡県富士市に富士工場を新設
- 1972年（昭和47年）6月 - 松谷糖化株式会社の営業の全部を譲り受け、糖化品部門に進出
- 1982年（昭和57年）7月 - ファインケミカル部門に進出
- 1987年（昭和62年）9月 - タイに三菱商事株式会社との合弁会社 Asia Modified Starch Co., Ltd. （AMSCO）を設立
- 1989年（平成元年）4月 - 岡山県倉敷市に水島工場を新設
- 1994年（平成6年）
  - 4月 - 水島工場にコーンスターチ製造設備を新設
  - 9月 - 半田工場の操業を停止
- 1996年（平成8年）7月 - 本社を東京都渋谷区に移転
- 2002年（平成14年）8月 - 参松工業株式会社、三和澱粉工業株式会社との間で業務提携契約を締結
- 2003年（平成15年）
  - 2月 - 名古屋証券取引所の株式上場を廃止
  - 4月 - ISO14001認証取得
- 2004年（平成16年）5月 - 福岡県福岡市に九州事業所を開設
- 2007年（平成19年）6月 - 株式公開買付けにより三菱商事株式会社が親会社となる
- 2008年（平成20年）1月 - 加藤化学株式会社と業務提携契約を締結
- 2010年（平成22年）6月 - 本社を東京都千代田区に移転
- 2012年（平成24年）
  - 1月 - FSSC22000（英語版）認証取得
  - 7月 - 九州事業所を閉鎖、九州支店（現 福岡営業所）を開設
- 2022年（令和4年）4月4日 - 東京証券取引所の市場区分見直しにより、東証二部からスタンダード市場へ移行
- 2024年（令和6年）
  - 4月1日 - 日食サービス＆ファシリティーズを設立
  - 10月21日 - 本社を移転[注釈 2]

## 事業所
本社機構
- 東京本社（東京都千代田区）
- 富士本社（静岡県富士市）

工場
- 富士工場（静岡県富士市） - 臨海サイロが田子の浦港の中央埠頭に隣接
- 水島工場（岡山県倉敷市） - 児島地域 本荘地区の水島臨海工業地帯C地区に所在

支店・営業所
- 名古屋営業所（愛知県名古屋市）
- 大阪営業所（大阪府大阪市）
- 福岡営業所（福岡県福岡市）

その他
- 研究所（静岡県富士市）

## かつての拠点

### 旧半田工場（半田赤レンガ建物）
創業の地で、最初の工場である半田工場があった愛知県半田市榎下町8番地には、煉瓦造りの倉庫が今も遺されている。これは、明治期に妻木頼黄の設計によって、カブトビールのビール工場として建てられたもので、日本近代建築史において貴重な現存建造物である。第二次世界大戦中の1944年（昭和19年）からは、中島飛行機製作所の半田製作所衣糧倉庫として使用された。戦後、日本食品化工がコーンスターチ製造工場の一部として1950年（昭和25年）3月より使用した。1994年（平成6年）に半田工場の操業を停止し、工場の製品製造設備部分を取り壊して更地化した上で、主として製品保管倉庫として利用していた倉庫部分および土地を、1996年（平成8年）に半田市へ譲渡した。この赤レンガ倉庫は、耐震補強工事などの改修を経て、2015年（平成27年）から「半田赤レンガ建物」として常時一般公開されている。経済産業省により「伝統食品の近代化や新たな食文化の創造に挑んだ中部・近畿の食品製造業の歩みを物語る近代化産業遺産群」として認定された近代化産業遺産のうちの一つである。

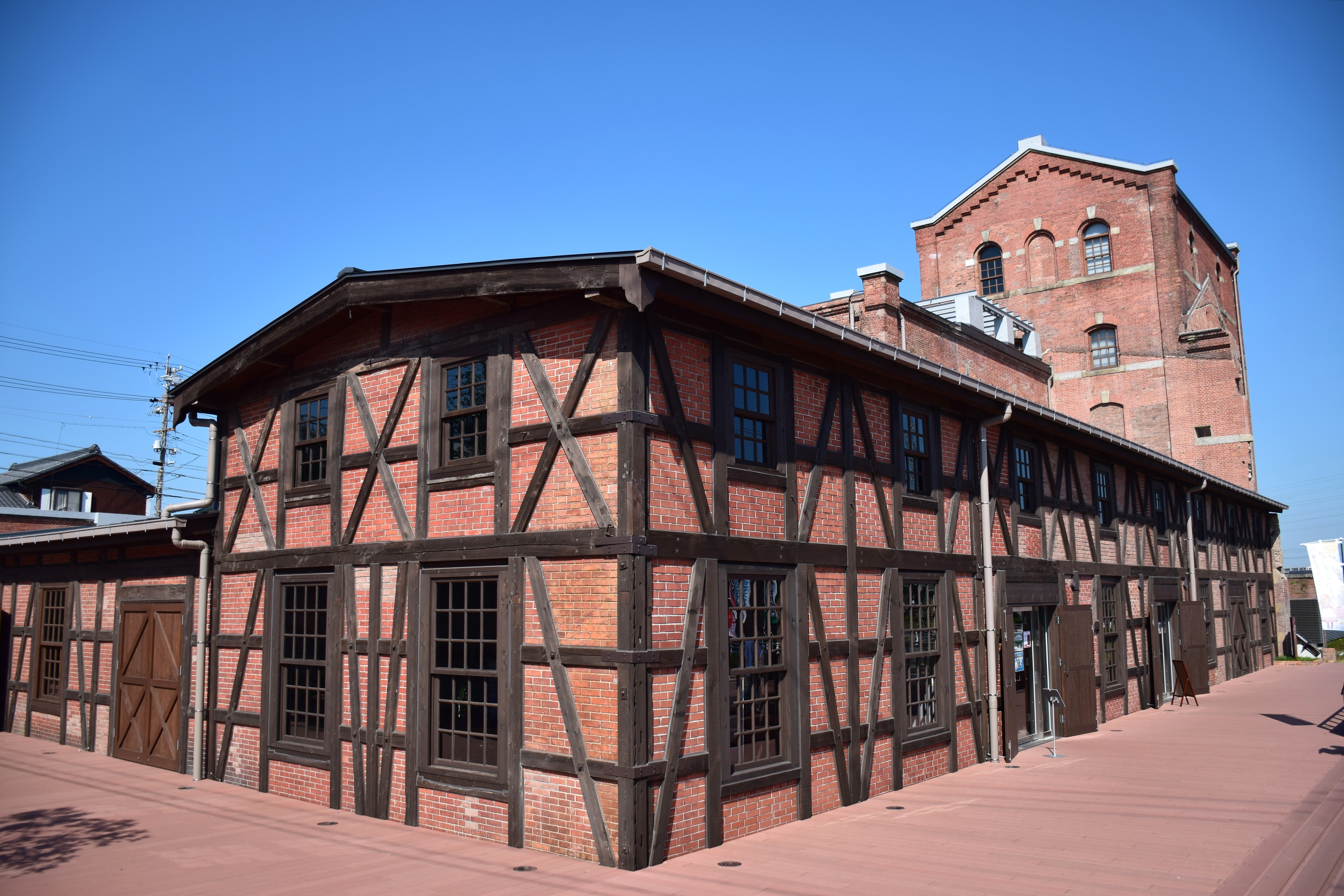
半田赤レンガ建物全景
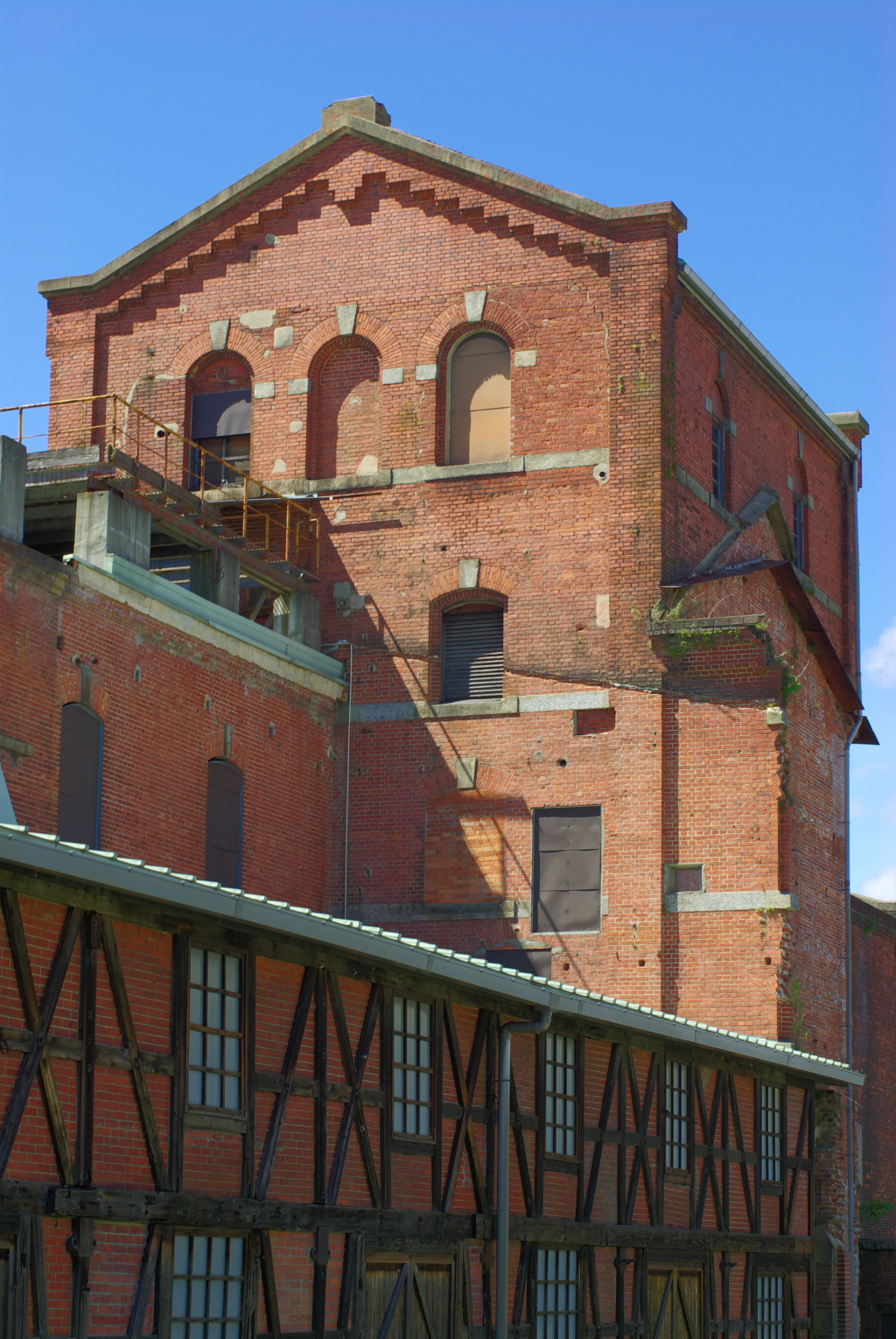
半田赤レンガ建物尖塔部分
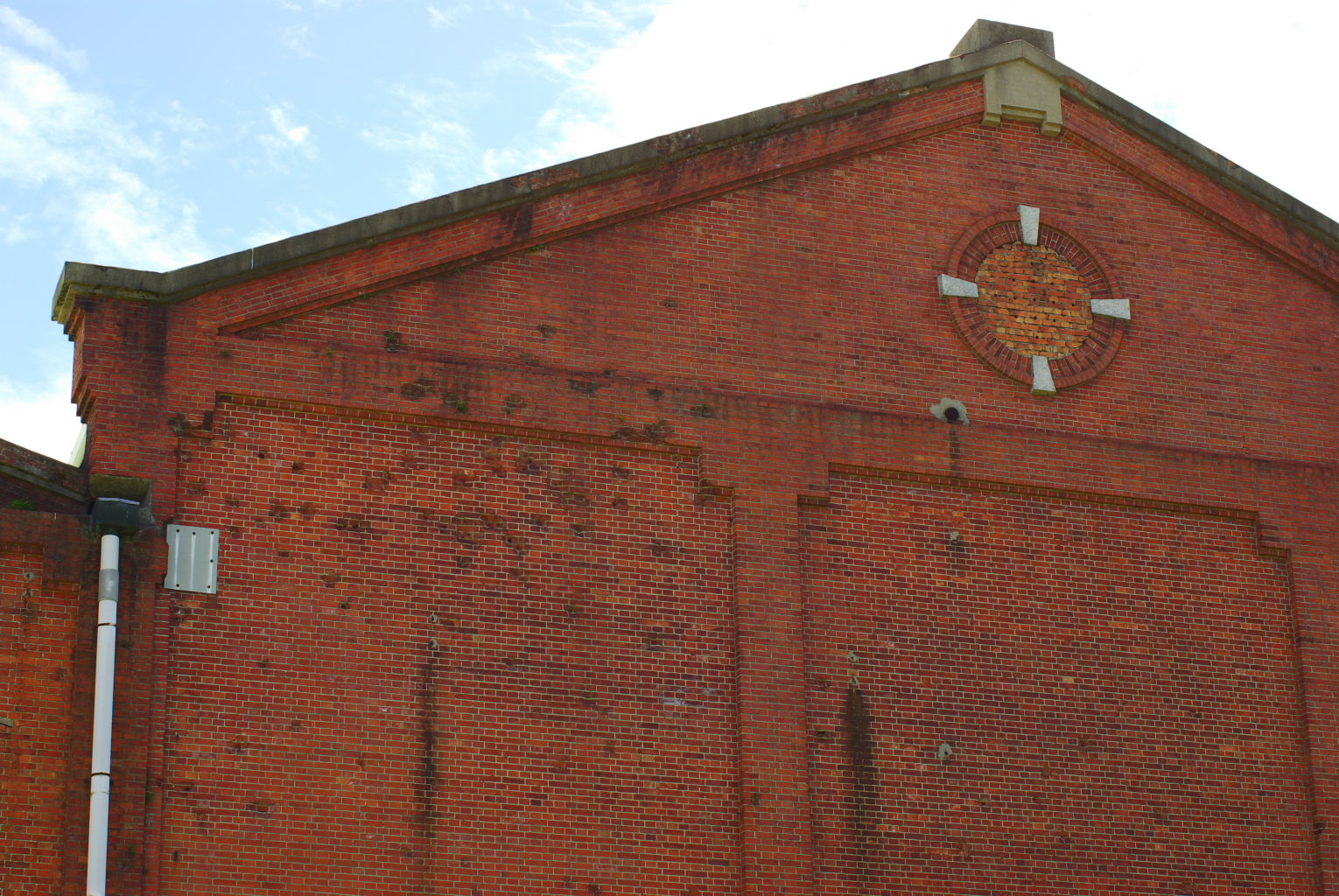
半田赤レンガ建物北面に残る機銃掃射痕

### 旧東京本社
1996年2月までの東京本社は、新国際ビルヂング8階（東京都千代田区丸の内3-4-1）。
1996年以降 2010年までの東京本社は、サウスゲート新宿ビル3階（東京都渋谷区千駄ヶ谷5-33-8）。
2010年以降 2024年までの東京本社は、丸の内北口ビル20階（東京都千代田区丸の内1-6-5）。

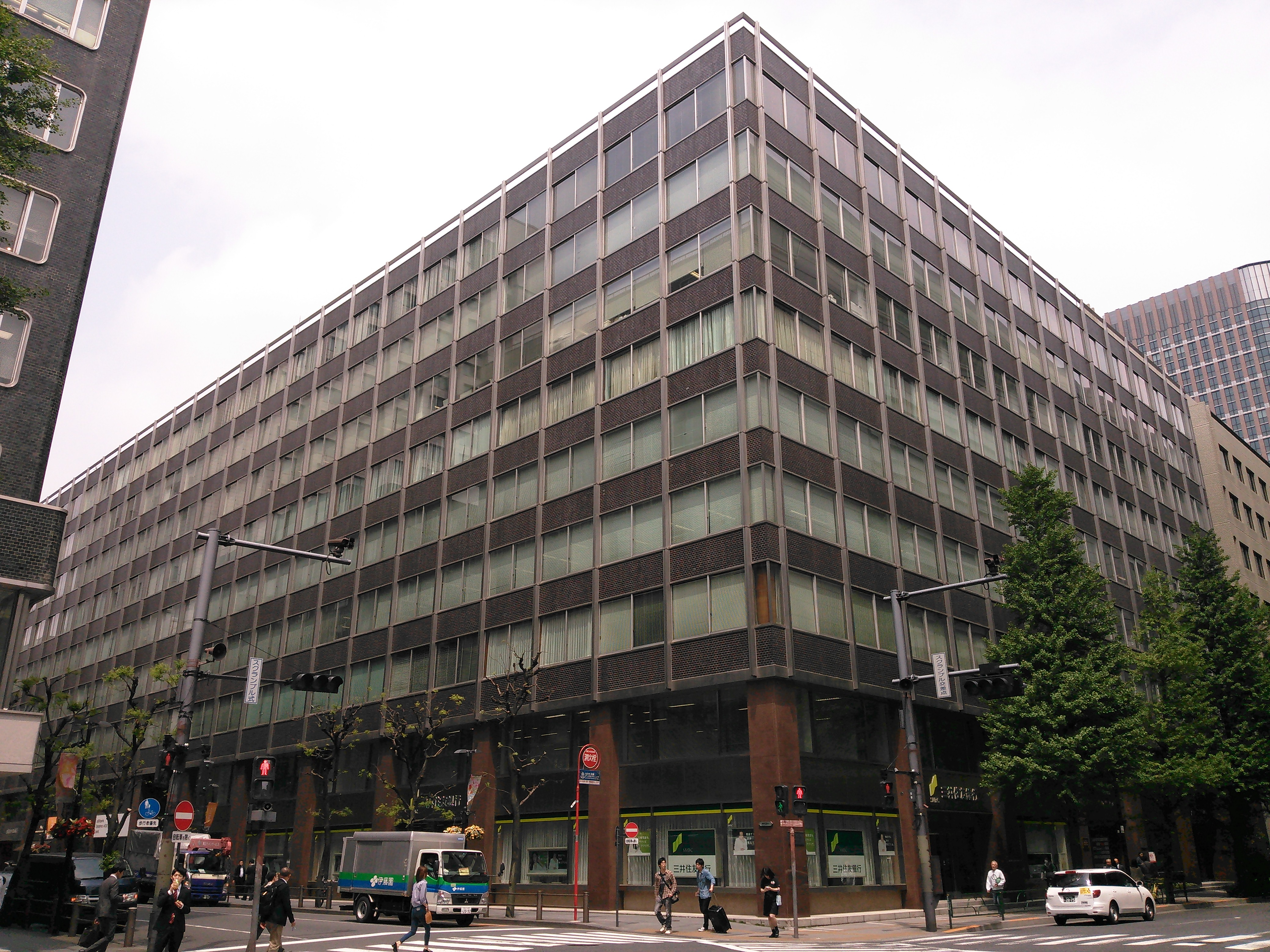
新国際ビル
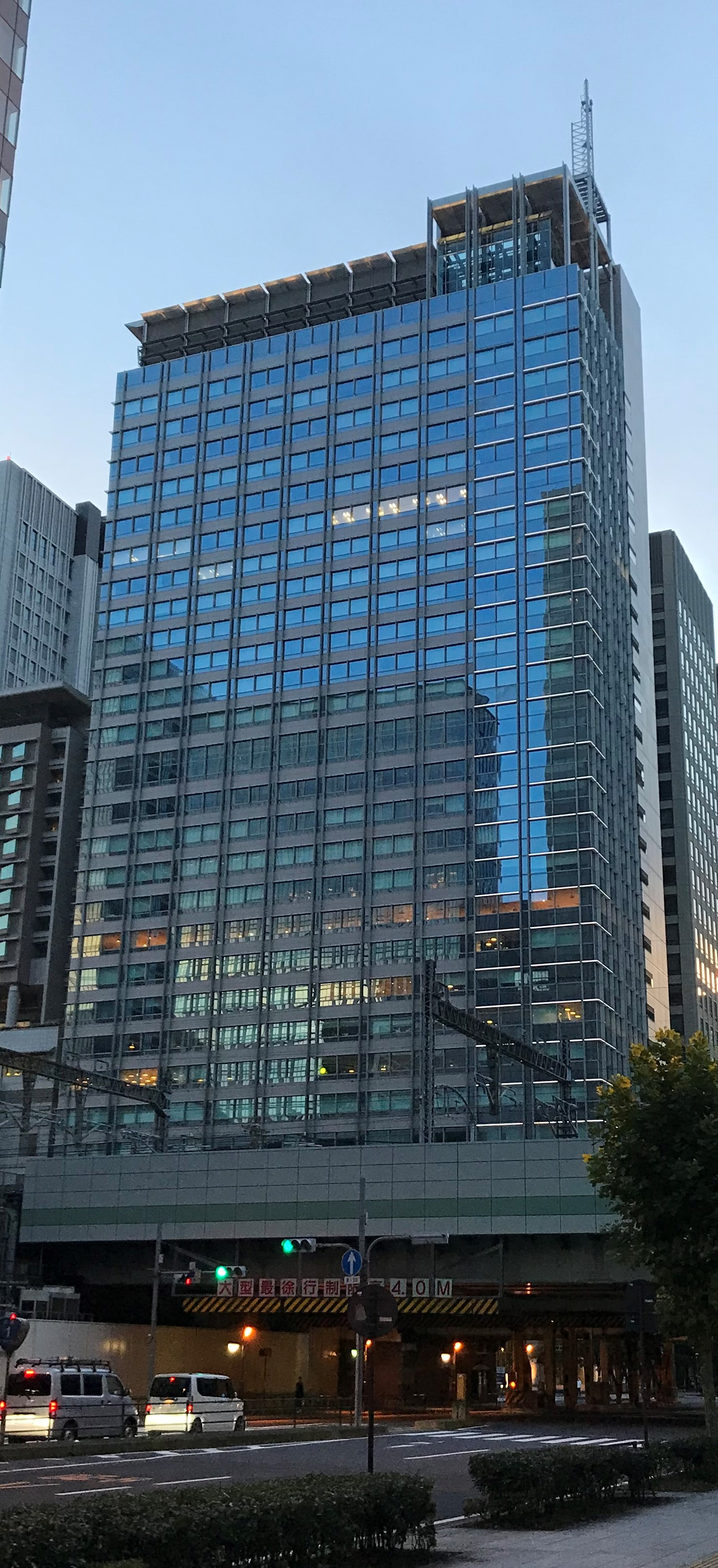
丸の内北口ビル

## 関係会社

### 持分法適用会社

#### 国内
- ミナト流通サービス株式会社 - 運送業

#### 海外
- Asia Modified Starch Co., Ltd. - タイに設立した三菱商事との合弁会社。略称 AMSCO。タピオカデンプン等の製造販売

### 兄弟会社
- 三菱食品 - 三菱商事連結子会社、三菱広報委員会会員
- ローソン - 三菱商事連結子会社、三菱広報委員会会員
- 日本農産工業 - 三菱商事完全子会社
- 日東富士製粉 - 三菱商事連結子会社

### 過去の関係会社
- 共同商事株式会社 - かつての連結子会社。とうもろこし等の加工製品及びその二次加工製品の販売。2016年10月解散[1]。
- 日食物流株式会社 - かつての連結子会社。倉庫業、貨物自動車運送業。1992年11月16日設立、2008年6月解散[4][1]。
- 中部紙工株式会社 - かつての持分法適用関連会社。包装材料の製造販売。2009年3月31日、王子製袋株式会社および中越パルプ工業株式会社に譲渡[5]。
- 株式会社サニーメイズ - かつての持分法適用関連会社。コーングリッツ、コーンミール、コーンフラワー、ホミニーフィード、コーンジャーム製造。

## 関連人物

### 歴代社長等
〔 〕内は社長在任期間（会長在任期間は含まない）
- 野田日吉 - 元代表取締役社長（1925年生まれ。東京大学卒。2017年3月11日死去。92歳没）
- 平田信雄 - 元代表取締役社長（早稲田大学卒）
- 渡辺博右 - 元代表取締役社長〔 - 2002年6月26日〕（早稲田大学卒）
- 永井司 - 元代表取締役社長〔2002年6月27日 - 2008年6月〕（東京大学卒）
- 戸名厚 - 元代表取締役社長〔2008年6月 - 2013年6月25日〕（1952年11月3日生まれ。県立湘南高校を経て、東京工業大学卒。72歳）
- 鈴木慎一郎 - 元代表取締役社長〔2013年6月26日 - 2018年6月26日〕（東京大学卒）
- 髙野瀬励 - 前代表取締役社長〔2018年6月27日 - 2021年6月27日〕（京都大学卒。元三菱商事執行役員）
- 荒川健 - 代表取締役社長〔2021年6月28日 - 〕（1963年5月12日生まれ。東京大学経済学部卒。1987年 三菱商事入社、元同社執行役員。61歳）

## その他
イメージキャラクターは「コーンボーイ（CORN BOY）」で、とうもろこしをモチーフにデザインされ、原案は元社員によるものである。粉体製品を充填する紙袋や製品を輸送するトラックの荷室等に描かれており、かつてはノベルティのシールや販促用のカレンダーにも使用された。液体製品を充填する缶や、タンクローリーには描かれていない。
糖化製品の輸送用に、国鉄UT1形コンテナ170・171番の液糖専用コンテナを所有している。